# Palazzo Natoli
El palacio Natoli (en italiano: Palazzo Natoli) es un palacio barroco en Palermo, Italia, situado en la Salita del San Salvatore, que data de 1765 y que fue originalmente la residencia urbana de marqués Vincenzo Natoli, un banquero de origen francés, quien lo hizo construir para su esposa, murió trágicamente antes de ver ultmato.
Palazzo Natoli se inspeccionó por la Superintendencia de Bellas Artes del Gobierno italiano.

## El Palacio
Construido en 1765 perteneció a la Familia Natoli.
En la fachada del edificio es el emblema de la dinastía principesca de caballeros Natoli: una torre almenada, de la que una bandera y el que descansa un león rampante. Detrás de la máscara con la frente vendada es la fecha (MDCCLXV).
El interior ve una elegante escalera doble, cuenta con un hall de entrada muy grande y espectacular y diferentes interiores ricamente pintadas y decoradas con estuco que narran los relatos históricos y leyendas sobre las empresas de la dinastía Natoli. 
En los comedores son de gran valor artístico del ciclo de frescos Gioacchino Martorana, su escuela con varias escenas alegóricas de la familia Natoli en una pintura ovalada se representa un  'Virgen con el Niño que ruega St. Vicente Ferrer "' 'entre un grupo de ángeles que aparecen en medio de las nubes, la Martorana se  "la Asunción entre los ángeles y arcángeles"  que cubre el techo de una sala grande, construido por encargo del marqués Vincenzo Natoli, de acuerdo con De Spuches, en memoria de su esposa María Sieripepoli, que murió durante la construcción del propio Palacio.

## Enlaces
- Natoli